# Une vie normale
Pour plus de détails, voir Fiche technique et Distribution.
Une vie normale (Hollow Reed) est un film britannique réalisé par Angela Pope, sorti en 1996.

## Synopsis
Le médecin Martin Wyatt a décidé de révéler son homosexualité et a divorcé de sa femme Hannah, lui laissant la garde de leur fils Oliver. Hannah vit désormais avec Frank Donally alors que Martin vit avec Tom Dixon. Oliver vient voir plusieurs fois son père avec diverses blessures et prétend être harcelé par des camarades d'école. Mais Martin finit par apprendre qu'il est battu par Frank et ouvre une procédure pour récupérer la garde de son fils.

## Fiche technique
- Réalisation : Angela Pope
- Scénario : Paula Milne
- Photographie : Remi Adefarasin
- Montage : Sue Wyatt
- Musique : Anne Dudley
- Pays de production :  Royaume-Uni
- Langue originale : anglais
- Format : couleur - 1,85:1 - son Dolby
- Genre : drame
- Durée : 104 minutes
- Dates de sortie : 
  - Royaume-Uni : 6 septembre 1996
  - France : 9 octobre 1996

## Distribution
- Martin Donovan : Martin Wyatt
- Joely Richardson : Hannah Wyatt
- Sam Bould : Oliver Wyatt
- Ian Hart : Tom Dixon
- Jason Flemyng : Frank Donnally
- Roger Lloyd Pack : l'avocat d'Hannah
- David Calder : l'avocat de Martin
- Edward Hardwicke : le juge

## Accueil
Le film a réalisé 59 000 entrées en Europe dont 18 000 en France et 14 000 au Royaume-Uni.
Il a reçu un accueil critique favorable, obtenant 83 % de critiques positives, avec une note moyenne de 7,2/10 et sur la base de 12 critiques collectées, sur le site Rotten Tomatoes.
Il a remporté le prix du public au Festival du film britannique de Dinard 1996.